# Neoseiulus atrii
Neoseiulus atrii är en spindeldjursart som först beskrevs av Wolfgang Karg 1989.  Neoseiulus atrii ingår i släktet Neoseiulus och familjen Phytoseiidae. Inga underarter finns listade i Catalogue of Life.